# Mistrzostwa Świata w Kolarstwie Torowym 1909
17. Mistrzostwa Świata w Kolarstwie Torowym 1909 odbyły się w stolicy Danii – Kopenhadze.

## Medaliści

### Mężczyźni
| Konkurencja                              | Złoto          | Srebro          | Brąz             |
| ---------------------------------------- | -------------- | --------------- | ---------------- |
| Sprint indywidualny amatorów             | William Bailey | Karl Neumer     | Maurice Schilles |
| Wyścig ze startu zatrzymanego amatorów   | Leon Meredith  | Maurice Cuzin   | Georges Patou    |
| Sprint indywidualny zawodowców           | Victor Dupré   | Gabriel Poulain | Walter Rütt      |
| Wyścig ze startu zatrzymanego zawodowców | Georges Parent | Louis Darragon  | Nat Butler       |

## Klasyfikacja medalowa
| Miejsce | Państwo              |   |   |   | Razem |
| ------- | -------------------- | - | - | - | ----- |
| 1.      | Francja              | 2 | 3 | 1 | 6     |
| 2.      | Wielka Brytania      | 2 | 0 | 0 | 2     |
| 3.      | Cesarstwo Niemieckie | 0 | 1 | 1 | 2     |
| 4.      | Belgia               | 0 | 0 | 1 | 1     |
| 5.      | Stany Zjednoczone    | 0 | 0 | 1 | 1     |